# Xenoses
Xenoses é um gênero de traça pertencente à família Brachodidae.